# Liste der UCI Women’s Continental Teams 2025
Die Liste enthält die bei der UCI  registrierten UCI Women’s Continental Teams in der Saison 2025.
Stand: 31. März 2025
| Team-Name                             | Land                         | UCI-Code |
| ------------------------------------- | ---------------------------- | -------- |
| AG Insurance-Soudal U23               | Belgien                      | AGN      |
| Aromitalia 3T Vaiano                  | Italien                      | VAI      |
| BePink-Imatra-Bongioanni              | Belgien                      | BPK      |
| Bodywrap LTwoo Women's Cycling Team   | Volksrepublik China          | BDW      |
| Born to Win BTC City Ljubljana Zhiraf | Italien                      | BZB      |
| Canyon SRAM Generation                | Deutschland                  | CSG      |
| China Liv Pro Cycling                 | Volksrepublik China          | GPC      |
| CJ O'Shea Racing                      | Vereinigtes Königreich       | AWO      |
| Cynisca Cycling                       | Vereinigte Staaten           | CYN      |
| DAS-Hutchinson                        | Vereinigtes Königreich       | DAS      |
| DD Group Pro Cycling Team             | Belgien                      | DDG      |
| Eneicat-CMTeam                        | Spanien                      | EIC      |
| Fenix-Deceuninck Development Team     | Belgien                      | FDD      |
| Handsling Alba Development Road Team  | Vereinigtes Königreich       | ART      |
| Hess Cycling Team                     | Vereinigtes Königreich       | HES      |
| HKSI Pro Cycling Team                 | Hongkong                     | HKS      |
| Isolmant-Premac-Vittoria              | Italien                      | SBT      |
| Li Ning Star Ladies                   | Volksrepublik China          | LNL      |
| Liv-AlUla-Jayco Continental Team      | Australien                   | LJA      |
| LKT Team                              | Deutschland                  | LKT      |
| Lotto Ladies                          | Belgien                      | LOL      |
| MAT Atom Deweloper Wrocław            | Polen                        | MAW      |
| Nexetis                               | Schweiz                      | NXT      |
| OU7 Women Cycling Team                | Usbekistan                   | OU7      |
| Sahand Pump Crown Tabriz              | Iran                         | SPC      |
| Smurfit Westrock Cycling Team         | Vereinigtes Königreich       | FLR      |
| Standard Insurance PHI                | Philippinen                  | SIP      |
| Team Coop-Repsol                      | Norwegen                     | REP      |
| Team Dukla Praha                      | Tschechien                   | TDP      |
| Team Mendelspeck                      | Italien                      | MDS      |
| Thailand Women's Cycling Team         | Thailand                     | TWC      |
| Top Girls Fassa Bortolo               | Italien                      | TOP      |
| UAE Development Team                  | Vereinigte Arabische Emirate | UDT      |
| Velopro-Alphamotorhomes               | Belgien                      | PRO      |
| Virginia's Blue Ridge-Twenty28        | Vereinigte Staaten           | T28      |
| WCC Team                              | –––                          | WCC      |